# New Nintendo 3DS
New Nintendo 3DS là một máy chơi trò chơi điện tử cầm tay được phát triển bởi Nintendo. Đây là hệ máy thứ tư trong dòng Nintendo 3DS, phiên bản sau của Nintendo 3DS gốc, Nintendo 3DS XL và Nintendo 2DS. Hệ máy mới này được phát hành tại Nhật Bản vào ngày 11 tháng 10 năm 2014, tại Úc và New Zealand vào ngày 21 tháng 11 năm 2014, vào ngày 6 tháng 1 năm 2015 tại Châu Âu dưới dạng phiên bản "Ambassador Edition" độc quyền của Club Nintendo và được bán lẻ ở Châu Âu vào ngày 13 tháng 2 năm 2015. Giống như bản 3DS đầu, New Nintendo 3DS cũng có một biến thể lớn hơn, New Nintendo 3DS XL, được phát hành ở cả ba khu vực. Tại Bắc Mỹ, New Nintendo 3DS XL đã được phát hành vào ngày 13 tháng 2 năm 2015, trong khi New Nintendo 3DS có kích thước tiêu chuẩn được phát hành sau đó vào ngày 25 tháng 9 năm 2015.
Các cải tiến so với các mẫu trước bao gồm bộ xử lý được nâng cấp và tăng dung lượng RAM, nút trỏ tương tự (C-Stick), hai nút kích hoạt vai bổ sung (ZR và ZL), nhận diện khuôn mặt để tối ưu hóa màn hình 3D tự động, thẻ nhớ microSD 4 GB kèm theo và tích hợp NFC, cũng như các thay đổi thiết kế nhỏ (chẳng hạn như các nút có màu và có thể thay các tấm mặt trên dành cho kiểu máy có kích thước nhỏ hơn).
New Nintendo 3DS nhận được đánh giá tích cực từ các nhà phê bình; Mặc dù vẫn bị chỉ trích về một số khía cạnh nhất định trong thiết kế (chẳng hạn như vị trí khe cắm thẻ nhớ microSD), máy được khen ngợi vì cải thiện hiệu suất, các tùy chọn điều khiển bổ sung và chất lượng hình ảnh 3D tốt hơn. Trong tháng 7 năm 2017 trước khi phát hành New Nintendo 2DS XL, Nintendo đã xác nhận rằng việc sản xuất New Nintendo 3DS có kích thước tiêu chuẩn tại Nhật Bản đã kết thúc. Mẫu XL vẫn được sản xuất cho đến năm 2019, sau đó đã ngừng sản xuất và bị xóa khỏi trang web.

## Phần cứng

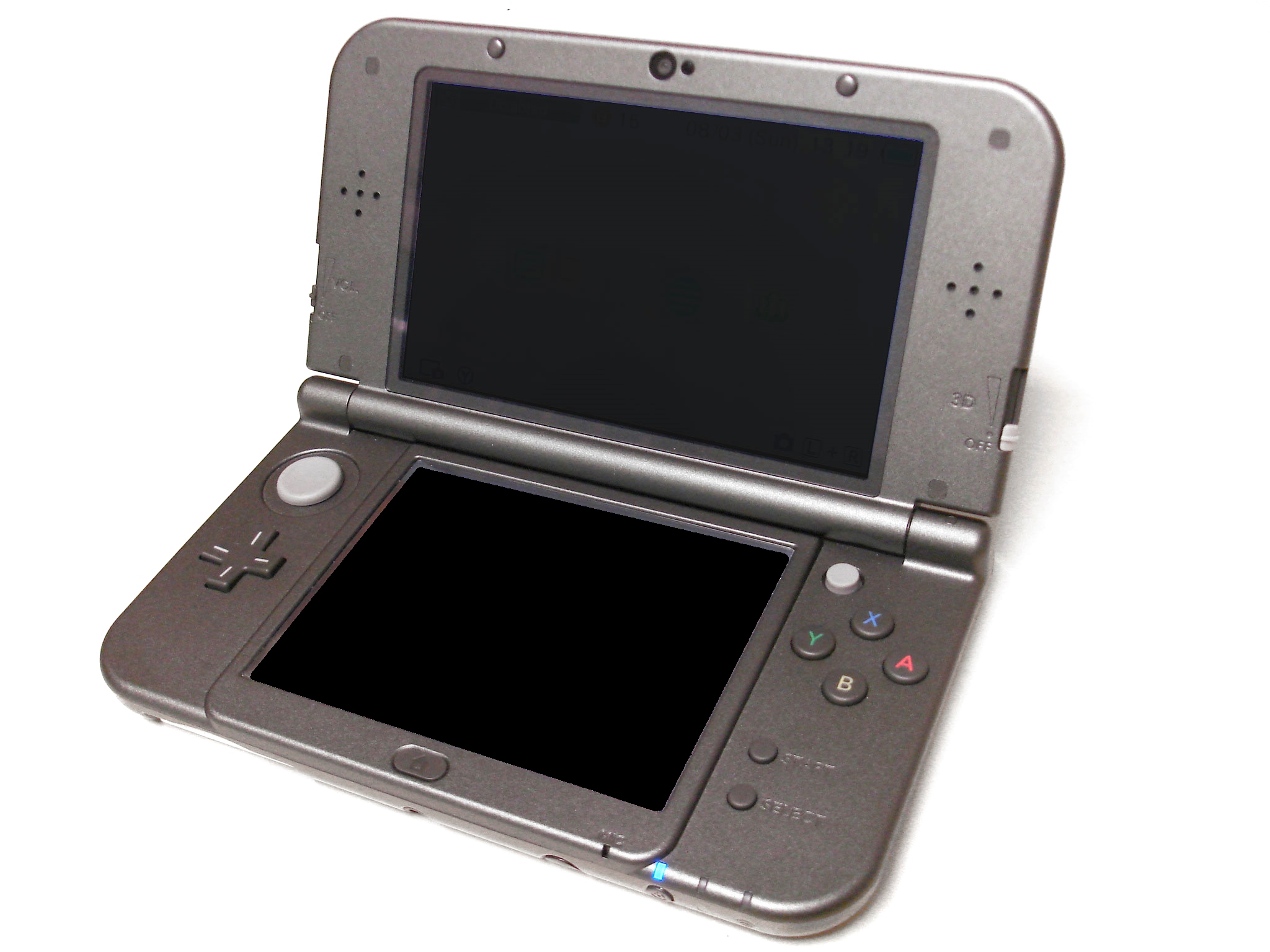
New Nintendo 3DS XL màu đen kim loại

Dòng New Nintendo 3DS mới có các thay đổi khác các mô hình trước đó. Hệ máy này có thiết kế tinh tế hơn, nổi bật với các nút có màu giống như cách phối màu của Super Famicom và phiên bản PAL của Super Nintendo Entertainment System. Màn hình của New Nintendo 3DS có kích thước gấp 1.2 lần so với Nintendo 3DS ban đầu, trong khi màn hình của biến thể XL có cùng kích thước với tiền nhiệm. Một số kiểu máy được sản xuất với màn hình trên theo công nghệ IPS, nhưng một số vẫn giữ lại công nghệ TN cũ. Không có mối tương quan giữa số model hoặc ngày sản xuất và loại hiển thị. Nintendo cũng không công khai giải quyết những khác biệt trong sản xuất. Một tính năng mới được gọi là "Super Stable 3D" cải thiện chất lượng hiệu ứng 3D tự động của hệ thống bằng cách sử dụng cảm biến để phát hiện góc mà người chơi đang nhìn màn hình và tự điều chỉnh các hiệu ứng. Cảm biến cũng tự cảm biến ánh sáng xung quanh để điều chỉnh độ sáng tự động.
Thân máy của cả hai hệ máy đều lớn hơn một chút so với các hệ trước, với XL có trọng lượng nhẹ hơn một chút so với 3DS XL trước đó. Khe cắm thẻ trò chơi, bút stylust và nút nguồn được bố trí ở mặt đế. Công tắc wifi được thay thế bằng một phần mềm. Nintendo 3DS tiêu chuẩn có các tấm nhựa ở mặt trước và sau để có thể thay đổi; có sẵn 38 thiết kế khác nhau khi ra mắt tại Nhật Bản. XL không sử dụng các tấm này, thay vào là một vài thiết kế kim loại được gắn cố định.
Các thông số kỹ thuật bên trong của thiết bị cũng đã được cập nhật, bao gồm các lõi xử lý bổ sung, tăng lên 256 MB RAM và hỗ trợ giao tiếp trường gần để sử dụng với các Amiibo. Các nút điều khiển trên các hệ máy mới đã được mở rộng bao gồm một thanh trỏ ở phía bên phải của thiết bị, được gọi là "C-Stick" và các nút vai ZL và ZR bổ sung, với các chức năng tương đương Circle Pad Pro được phát hành cho các phiên bản trước đó. Các nút bổ sung này tương thích ngược với các trò chơi được lập trình để sử dụng với Circle Pad Pro.
Không giống như các mẫu trước đây sử dụng thẻ SD tiêu chuẩn, dòng New Nintendo 3DS sử dụng thẻ Micro-SD để lưu trữ dữ liệu, nằm bên cạnh pin ở nắp phía sau lưng, cần tháo một số ốc vít để có thể mở khe cắm thẻ Micro-SD. Dữ liệu cũng có thể được truyền không dây đến thẻ SD bằng SMB, như PC.
Hệ thống mới tiếp tục sử dụng bộ sạc AC giống như DSi, DSi XL và các thiết bị khác trong dòng 3DS; như Nintendo 3DS XL ở Nhật Bản và Châu Âu, và lần đầu tiên ở Bắc Mỹ, bộ sạc AC không đi chung với máy và phải mua riêng.

## Phần mềm và dịch vụ
Ngoài những điều chỉnh nhỏ để phản ánh sự khác biệt về thiết kế phần cứng, phần mềm hệ thống của New Nintendo 3DS giống hệt với 3DS gốc, cung cấp các tính năng trực tuyến như Nintendo Network để chơi nhiều người và chơi trực tuyến, Nintendo eShop để tải xuống và mua trò chơi, và StreetPass and SpotPass. Trình duyệt web được cập nhật để hỗ trợ phát lại video dựa trên HTML5. Trên mẫu Nhật Bản, bộ lọc nội dung được kích hoạt theo mặc định có thể bị vô hiệu hóa khi đăng ký thẻ tín dụng, nhằm ngăn trẻ em truy cập các trang web người lớn.

### Khả năng tương thích
Cũng như các phiên bản trước, dòng New Nintendo 3DS mới vẫn tương thích với tất cả các trò chơi được phát hành cho DS và 3DS (không bao gồm các trò chơi sử dụng khe cắm Game Boy Advance). Một số trò chơi 3DS đã cải thiện hiệu suất và/hoặc đồ họa trên các máy mới do phần cứng được nâng cấp. Các nút điều khiển C-Stick và ZL / ZR tương thích ngược với các trò chơi hỗ trợ Circle Pad Pro. Một số trò chơi, chẳng hạn như Xenoblade Chronicles 3D, được tối ưu hóa đặc biệt cho phần cứng và dành riêng cho New Nintendo 3DS mà các máy trước đó không hỗ trợ. Vào tháng 3 năm 2016, Nintendo bắt đầu phát hành các tựa trò chơi SNES trên Virtual Console cho New 3DS; hỗ trợ chế độ "Perfect Pixel", cho phép các trò chơi hiển thị pixel vuông thay tốt hơn vì theo đúng tỷ lệ 4:3.
Giống như các mô hình trước đó, tất cả các trò chơi của 3DS và phần mềm đã tải xuống đều bị khóa khu vực (DS vẫn không có phân vùng). Do sự khác biệt về kích thước, các thiết bị ngoại vi được thiết kế để phù hợp với hình dạng của Nintendo 3DS ban đầu nhưng không thể sử dụng với hệ máy mới. Dữ liệu trò chơi có thể được chuyển từ 3DS trước đó sang máy mới, bằng tay hoặc không dây, mặc dù dữ liệu từ các máy mới không thể được chuyển sang máy cũ.
Vào ngày 13 tháng 4 năm 2015, Unity Technologies thông báo công cụ Unity sẽ hỗ trợ hệ máy New Nintendo 3DS.
| Tựa                                 | Nhà phát triển                               | Nhà sản xuất   | Ngày phát hành      | Ngày phát hành       | Ngày phát hành       | Ngày phát hành       | Tham khảo |
| Tựa                                 | Nhà phát triển                               | Nhà sản xuất   | Nhật Bản            | Bắc Mỹ               | Úc                   | Châu Âu              | Tham khảo |
| ----------------------------------- | -------------------------------------------- | -------------- | ------------------- | -------------------- | -------------------- | -------------------- | --------- |
| Fire Emblem Warriors                | Omega Force, Team Ninja, Intelligent Systems | Nintendo       | 28 tháng 9 năm 2017 | 20 tháng 10 năm 2017 | 20 tháng 10 năm 2017 | 20 tháng 10 năm 2017 |           |
| Minecraft: New Nintendo 3DS Edition | Other Ocean Interactive                      | Mojang         | 14 tháng 9 năm 2017 | 13 tháng 9 năm 2017  | 20 tháng 9 năm 2018  | 20 tháng 9 năm 2018  |           |
| Runbow Pocket                       | 13AM Games                                   | 13AM Games     | Không phát hành     | 20 tháng 6 năm 2017  | Không phát hành      | 20 tháng 6 năm 2017  |           |
| Xenoblade Chronicles 3D             | Monolith Soft                                | Nintendo       | 2 tháng 4 năm 2015  | 10 tháng 4 năm 2015  | 2 tháng 4 năm 2015   | 2 tháng 4 năm 2015   |           |
| The Binding of Isaac: Rebirth       | Nicalis                                      | Nicalis        | Không phát hành     | 22 tháng 7 năm 2015  | Không phát hành      | 29 tháng 10 năm 2015 |           |
| War & Romance Visual Novel          | Stranger Games                               | Stranger Games | Không phát hành     | Không phát hành      | Không phát hành      | 23 tháng 4 năm 2020  | [ 26 ]    |

## Phát hành

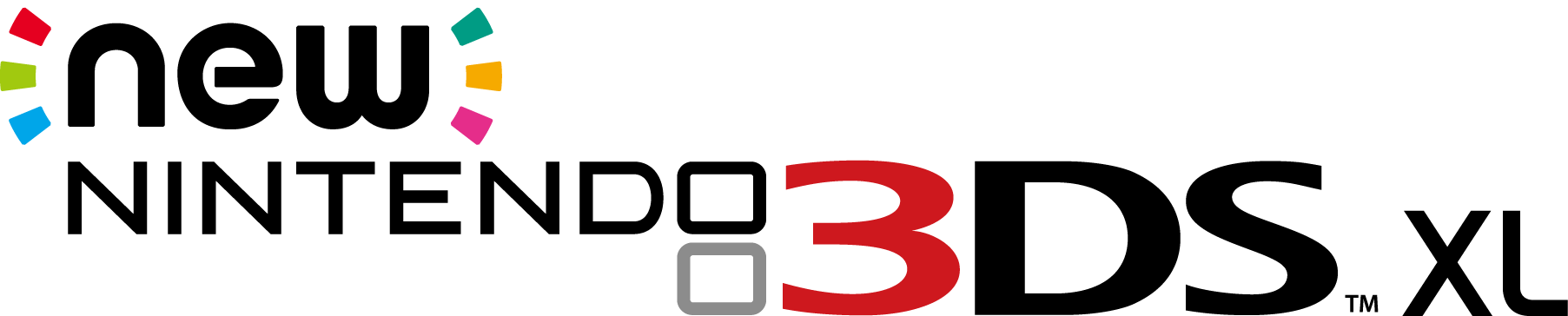
Logo New Nintendo 3DS XL.

New Nintendo 3DS được công bố lần đầu trong buổi thuyết trình Nintendo Direct tại Nhật Bản được phát trực tuyến vào ngày 29 tháng 8 năm 2014. New Nintendo 3DS và 3DS LL được phát hành tại Nhật Bản vào ngày 11 tháng 10 năm 2014; phiên bản kích thước thông thường có màu đen và trắng, trong khi LL là màu xanh và đen ánh kim, với các thiết kế của phiên bản giới hạn bổ sung. Trước khi ra mắt, hơn 38 tấm mặt nạ khác nhau đã được tung ra tại Nhật Bản trong một quảng cáo truyền hình có sự tham gia của nghệ sĩ J-pop Kyary Pamyu Pamyu. 230.000 máy đã được bán trong hai ngày đầu.
New Nintendo 3DS và biến thể XL phát hành lần đầu tiên bên ngoài thị trường Nhật Bản là tại Úc và New Zealand, vào ngày 21 tháng 11 năm 2014, với mẫu nhỏ hơn chỉ có màu trắng. Tại châu Âu, New Nintendo 3DS lần đầu tiên được cung cấp trực tuyến vào ngày 6 tháng 1 năm 2015 trong gói "Ambassador Edition" màu trắng đặc biệt, dành riêng cho các thành viên Club Nintendo, có đế sạc và hai tấm mặt nạ.

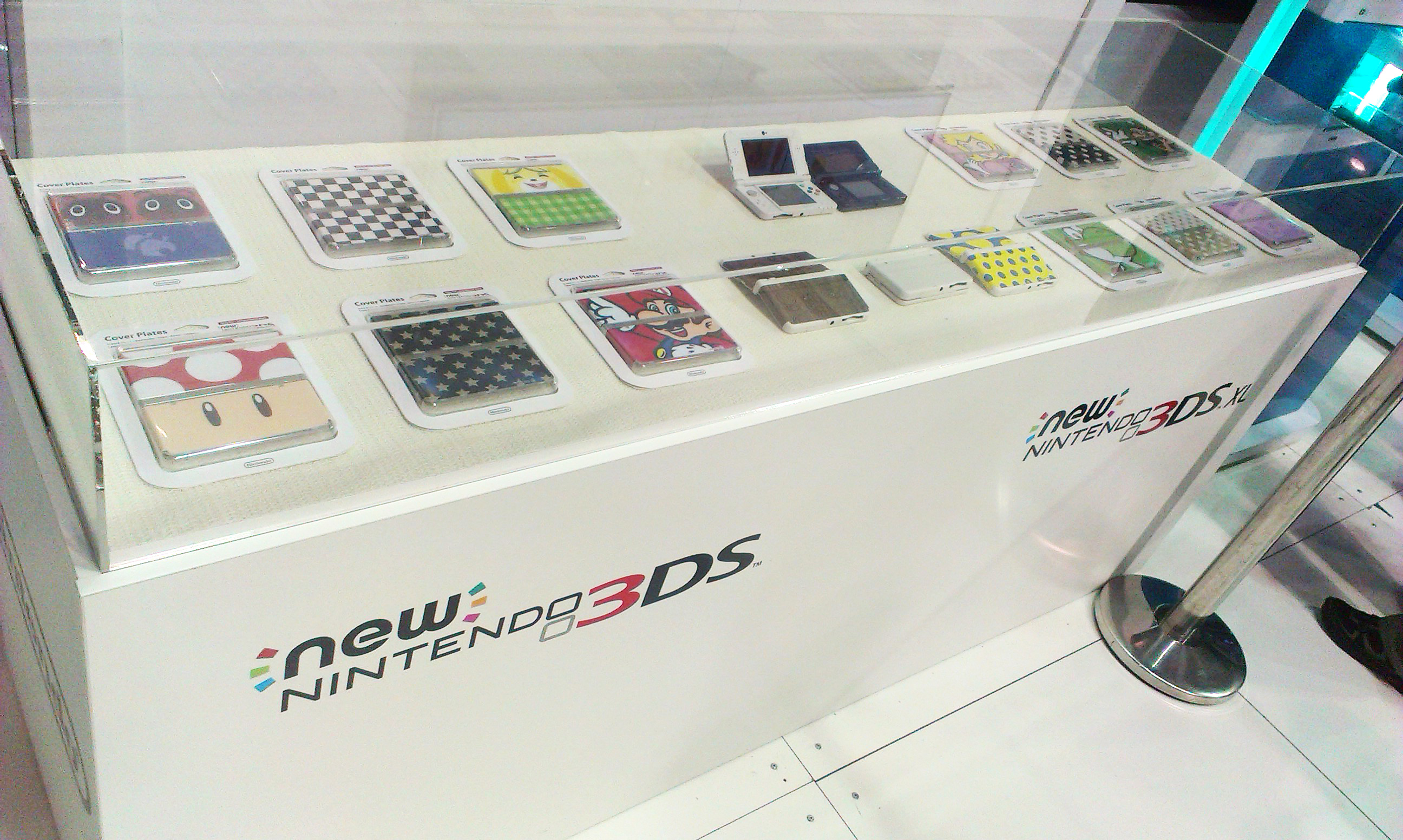
Kệ trưng bày New Nintendo 3DS và tấm mặt lưng tại PAX Australia 2014.

Vào ngày 14 tháng 1 năm 2015, Nintendo thông báo các phiên bản mới sẽ được phát hành tại cửa hàng bán lẻ ở Bắc Mỹ và Châu Âu vào ngày 13 tháng 2 năm 2015. Ở châu Âu, New Nintendo 3DS có màu đen hoặc trắng và biến thể XL có màu đen hoặc xanh ánh kim. Ở Bắc Mỹ, mẫu XL được phát hành với màu Đỏ và Đen ánh kim (đổi tên thành "Màu đỏ mới" và "Màu đen mới"). Phiên bản đặc biệt của The Legend of Zelda: Majora's Mask 3D và Monster Hunter 4 Ultimate cũng được phát hành khi ra mắt ở cả hai khu vực. 335.000 máy đã được bán trong tuần đầu tiên có mặt ở châu Âu và Bắc Mỹ.
Chỉ có mẫu XL ban đầu được phát hành ở Bắc Mỹ; Mặc dù Nintendo không loại trừ khả năng phát hành New Nintendo 3DS thông thường trong tương lai, đại diện Nintendo of America là Damon Baker giải thích rằng họ không muốn gây nhầm lẫn cho người tiêu dùng và rằng các tấm mặt nạ chưa đủ để máy nhỏ hơn được phát hành ở Bắc Mỹ. Một chiến dịch truyền thông xã hội đã xuất hiện kêu gọi Nintendo of America phát hành máy ở Bắc Mỹ. Vào tháng 3 năm 2015, FCC đã dỡ bỏ lệnh cấm vận thông tin liên quan đến các quy định thực thi vào tháng 9 năm 2014 đối với New Nintendo 3DS tiêu chuẩn mới, cho thấy Nintendo of America đã thực sự xem xét phát hành mô hình tiêu chuẩn nhỏ hơn tại một thời điểm nào đó.
Vào ngày 31 tháng 8 năm 2015, tại Hội nghị các nhà quản lý của GameStop ở Las Vegas, Nintendo of America xác nhận hệ máy New 3DS tiêu chuẩn sẽ ra mắt trong khu vực vào ngày 25 tháng 9 năm 2015, với gói phiên bản Animal Crossing: Happy Home Designer bao gồm máy, phần mềm trò chơi, hai tấm mặt nạ và thẻ Amiibo. Một gói XL phiên bản The Legend of Zelda thứ hai, "Hyrule Edition", cũng được công bố là phát hành độc quyền của GameStop vào ngày 30 tháng 10 năm 2015.
Vào tháng 1 năm 2016, một gói New Nintendo 3DS phiên bản Pokémon được công bố phát hành tại Bắc Mỹ vào ngày 27 tháng 2 năm 2016, trùng với phiên bản Virtual Console kỷ niệm 20 năm của các trò chơi Pokémon gốc. Mô hình được đóng gói với cả hai mặt nạ Pokémon Red và Pokémon Blue, Charizard và Blastoise, giao diện Home Menu có thể tải xuống.
Vào tháng 8 năm 2016, một gói New 3DS phiên bản Super Mario 3D Land với hai tấm mặt nạ đã được phát hành ở Bắc Mỹ dưới dạng độc quyền cho Target và Walmart. Nintendo phát hành các mô hình 3DS mới màu đen và trắng với các thiết kế mang phong cách Mario ở Bắc Mỹ vào tháng 11 năm 2016; cho ngày Thứ Sáu Đen, hai mô hình đã được bán với giá 99,99 đô la Mỹ, chỉ cao hơn 20 đô la so với 2DS.
Vào tháng 7 năm 2017, Nintendo xác nhận, trước khi phát hành New Nintendo 2DS XL, việc sản xuất New Nintendo 3DS có kích thước tiêu chuẩn tại Nhật Bản đã kết thúc. Mẫu XL đã ngừng sản xuất vào tháng 7 năm 2019.

## Tiếp nhận
Các đánh giá về dòng New Nintendo 3DS nói chung là tích cực. Các nhà phê bình cảm thấy hệ thống "Super-Stable 3D" mới đã thành công trong việc cải thiện tính thống nhất và góc nhìn của các hiệu ứng 3D lập thể của thiết bị, đặc biệt là trong các trò chơi yêu cầu sử dụng con quay hồi chuyển. Một người viết bài của IGN lưu ý rằng "sự lắc lư liên tục và thỉnh thoảng như tôi đang đi chuyến tàu điện ban sáng chỉ thỉnh thoảng phá vỡ phép thuật lập thể của hệ máy mới, và thậm chí sau đó, máy nhanh chóng điều chỉnh và lấy lại sự tập trung". Các thông số kỹ thuật cải tiến của máy cũng được ghi nhận, giúp hệ điều hành của thiết bị phản ứng nhanh hơn và cung cấp các cải tiến cho các trò chơi hiện có như Monster Hunter 4 Ultimate.
Sự kết hợp của các nút vai bổ sung của Circle Pad Pro và thanh analog thứ cấp vào các thiết bị cũng được khen ngợi, cùng với tiềm năng hữu dụng nếu nhận các trò chơi được đưa lên từ console. Tuy nhiên, các ý kiến về thiết kế của C-Stick hơi bất đồng; GameSpot cảm thấy nó "phản ứng nhanh một cách đáng ngạc nhiên" và IGN đã đưa ra so sánh với nút trỏ tương tự như trên máy tính xách tay ThinkPad, nhưng cảm thấy vẫn tốt cho các chức năng không thường xuyên sử dụng (như điều khiển máy ảnh và ngắm khi chơi game góc nhìn thứ ba), nó sẽ không hoạt động tốt đối với các trường hợp sử dụng cần độ chính xác cao (như trò chơi bắn súng góc nhìn thứ nhất) do kích thước và thiếu độ bám so với Circle Pad.
Các khía cạnh thiết kế của thiết được ghi nhận là tốt; IGN cảm thấy tùy chọn tấm mặt nạ làm tăng mức độ cá nhân hóa, nhưng đặc biệt là các tấm mặt "sẽ dễ bị chán bởi các game thủ trẻ, đặc biệt, các phụ kiện này có thể dễ dàng bị vất vào sọt rác như tấm mặt nạ phiên bản giới hạn Perfect Dark Zero của Xbox 360. " Quyết định của Nintendo loại trừ tính năng này khỏi phiên bản XL cũng được coi là kỳ quặc. Wired cảm thấy rằng các vị trí mới của nút nguồn, khe cắm thẻ và bút stylus là "bất tiện". Các nhà phê bình cũng cảm thấy việc chuyển sang thẻ MicroSD và việc di chuyển khe cắm thẻ SD sang ngăn chứa pin sẽ khiến việc truyền dữ liệu thủ công từ các mẫu 3DS trước đó trở nên khó khăn hơn; GameSpot than thở về sự khó khăn của việc tháo nắp phía sau ra khỏi XL, trích dẫn "ốc vít cứng và thực tế có máy không tháo được". Quyết định của Nintendo không tặng kèm bộ sạc AC với các model mới bị chỉ trích nặng nề, đặc biệt trong trường hợp người mới mua 3DS lần đầu.
GameSpot cảm thấy New Nintendo 3DS XL là "thiết bị cầm tay tốt nhất mà Nintendo từng sản xuất" và đã giới thiệu nó cho những người lần đầu sở hữu 3DS. Đối với những người đã sở hữu 3DS, hệ máy mới được khuyến nghị dành cho những người thể hiện sự quan tâm đến việc không muốn sử dụng máy cũ nữa hoặc muốn có trải nghiệm tổng thể tốt hơn. Đánh giá 8,8 trên 10, IGN kết luận "các điều khiển bổ sung và sức mạnh xử lý tăng lên sẽ đem đến tương lai tốt đẹp hơn và nếu bạn từng bỏ lỡ bữa tiệc 3DS, bạn sẽ có một danh sách các trò chơi năm xưa, không chỉ là một số trò tốt nhất trong những năm gần đây, mà còn là một số trò hay nhất đã hoàn toàn ngưng phát hành."

### Bán hàng
Tính đến ngày 31 tháng 12 năm 2016, có khoảng 9,94 triệu máy New Nintendo 3DS và New Nintendo 3DS XL đã được xuất xưởng trên toàn thế giới.